# 波羅米夫卡河
波羅米夫卡河（烏克蘭語：Поромівка），是烏克蘭的河流，位於該國北部，屬於伊爾沙河的右支流，發源自維什涅韋附近，流經日托米爾州，河道全長15公里。